# Szalmatercs
Szalmatercs è un comune dell'Ungheria di 518 abitanti (dati 2001). È situato nella contea di Nógrád.